# Ле-Валь-Сент-Элуа
Ле-Валь-Сент-Элуа́ (фр. Le Val-Saint-Éloi) — коммуна во Франции, находится в регионе Франш-Конте. Департамент — Верхняя Сона. Входит в состав кантона Пор-сюр-Сон. Округ коммуны — Везуль.
Код INSEE коммуны — 70518.

## География
Коммуна расположена приблизительно в 310 км к юго-востоку от Парижа, в 60 км севернее Безансона, в 13 км к северу от Везуля.

## Население
Население коммуны на 2010 год составляло 110 человек.
| 1962 | 1968 | 1975 | 1982 | 1990 | 1999 | 2010 |
| ---- | ---- | ---- | ---- | ---- | ---- | ---- |
| 96   | 100  | 105  | 117  | 111  | 122  | 110  |

## Экономика

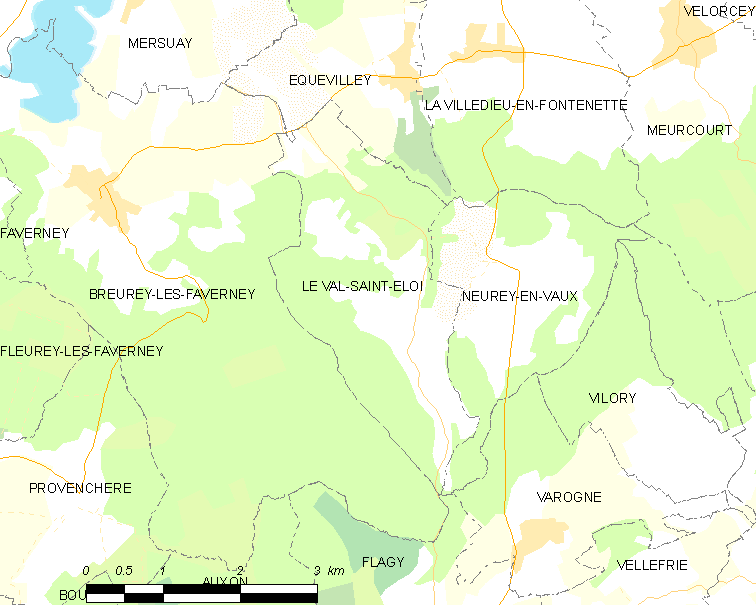
Карта коммуны

В 2010 году среди 73 человек трудоспособного возраста (15—64 лет) 45 были экономически активными, 28 — неактивными (показатель активности — 61,6 %, в 1999 году было 76,5 %). Из 45 активных жителей работали 43 человека (24 мужчины и 19 женщин), безработных было 2 (1 мужчина и 1 женщина). Среди 28 неактивных 8 человек были учениками или студентами, 18 — пенсионерами, 2 были неактивными по другим причинам.